# رولاند فريموند
رولاند فريموند هو متسابق دراجات نارية سويسري. نافس في سباقات بطولة العالم لفئة 350 سي سي ولفئة 250 سي سي ولفئة 50 سي سي. جاء في المركز الثالث في بطولة العالم لفئة 250 سي سي في سنة 1981 وجاء أيضا في المركز الثالث في سنة 1982.

## روابط خارجية
- رولاند فريموند على موقع MotoGP.com (الإنجليزية)